# 北斗交通

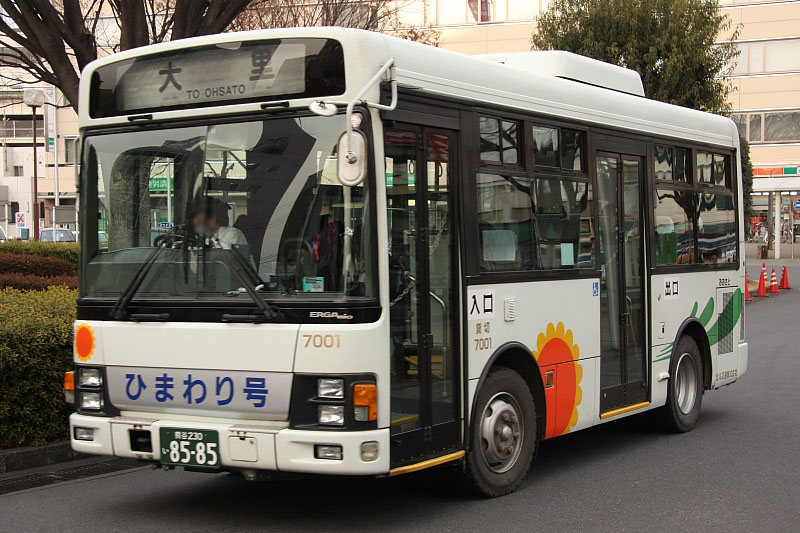
北斗交通の「ゆうゆうバス（ひまわり号）」車両

北斗交通株式会社（ほくとこうつう）は、埼玉県熊谷市に本社を置くバス事業者である。埼玉県バス協会会員、全国旅行業協会会員。
貸切バス事業、乗合バス事業を行い、旧・大里町のコミュニティバス「ひまわり号」の運行を受託していた。大里町が熊谷市と合併した後も引き続き、熊谷市ゆうゆうバス第8系統「ひまわり号」の運行を受託する。

## 沿革
- 1997年（平成9年）4月15日：会社設立[1]。
- （不明） - 大里町[注釈 1]コミュニティバス「ひまわり号」の運行を受託。
- 2005年（平成17年）
  - 4月1日 - 乗合免許を取得し、「ひまわり号」を直接運行し、赤字額を町から補填される運営形態に変更され、町保有の専用車両を買取[3]。
  - 10月1日 - 大里町が熊谷市と合併したことにより「ひまわり号」が「ゆうゆうバス」に編入され、引き続き「ひまわり号」の運行を担当。
- 2025年（令和7年）9月30日 - 同日を以て「ひまわり号」の運行から撤退（予定）[4]

## 路線

### コミュニティバス受託
- 熊谷市コミュニティバス「ゆうゆうバス」
  - 第8系統「ひまわり号」：熊谷駅南口 - 大里行政センター前 - 長島記念館前

ゆうゆうバスのうち、旧大里町が運行していた「ひまわり号」の運行を受託している。
2025年9月30日を以て、撤退予定[4]。

## 車両
路線車
- 熊谷市コミュニティバス「ゆうゆうバス」第4系統「ひまわり号」専用車両
  - 現行車両：日野・ポンチョ（2ドアロングボディ）- 青色の専用塗装でひまわりの花と「ひまわり号」の文字が書かれている[2]。
  - 予備車両として、過去に専用車両として使用していた三菱ふそう・エアロミディMJ(小型7m車)を保有している。

- - 過去の車両：いすゞ・エルガミオ（7m車）

貸切車
- 大型観光バス（正席45+補助8）2台
- 中型観光バス（正席33+補助6）1台
- 中型観光バス（正席27）2台
- 小型観光バス（正席25+補助3）2台